# خفه‌کننده
چوکر یا خفه‌کننده (به انگلیسی: Choker) یک فیلم علمی تخیلی، اکشن و ترسناک آمریکایی محصول سال ۲۰۰۵ به نویسندگی و کارگردانی نیک واللونگا با بازی پل اسلون، کالین پورچ، هیلی داموند، آنتونی دنیسن، رابرت آر شفر، کاترینا لاو، جسی کورتی و الا توماس است. این فیلم در ۱۹ مارس ۲۰۰۵ در جشنواره فیلم ونیز به نمایش درآمد و تحت عنوان اختلال (انگلیسی: Disturbance) بر روی دی‌وی‌دی در اکتبر ۲۰۰۶ منتشر شد.

## داستان
هاد مستر (پل اسلون) از زندان آزاد می‌شود تا یک نژاد بیگانه شبیه ویروسی را شکار کند. او را به آژانسی می‌برند و در آنجا با لوگان (کلین ایوان) شریک می‌شوند تا چنین مأموریتی را انجام دهند. آنها با هم از طریق انبوهی از هجوم بیگانگان در شهر می‌جنگند تا به رهبر (هیلی داموند) برسند. در همین حال، مسترز به شدت در تلاش است تا خود را از بازگشت به روش‌های خشونت‌آمیز خود بازدارد.

## تولید
این فیلم در لوکیشن‌هایی در لس آنجلس، کالیفرنیا در مدت دوازده روز فیلمبرداری شد. نقش‌های «رهبر» و «پزشک» در ابتدا قرار بود توسط مردان ایفا شود، اما در عوض توسط بازیگران زن هیلی داموند و کاترینا لاو بازی شد.